# Аркарлинское месторождение
Аркарлинское месторождение — месторождение золотых руд, близ Аркарлинских гор, на территории Кербулакского района Алматинской области. Разведано и оценено в 1955 году. По сведениям археологов, добыча золота велась с древнейших времён. Руды залегают на южном крыле Аркарлинской антиклинали. Золото-кварцевые жилы мощностью 0,5—0,3 м, длина 150—160 м. Рудные тела состоят из кварца, адуляра, хлорита, встречаются также пирит, сфалерит, галенит, гематит и другие. Золото в виде микрочастиц, мелких крупинок или дендрита. Добыча в рудниках и карьерах.